# Traxenne
La Traxenne est une rivière française du département du Pas-de-Calais, dans la région des Hauts-de-France, affluent gauche de la Lys et donc sous-affluent du fleuve l'Escaut.

## Géographie
Elle prend sa source, en trois branches à Coupelle-Vieille, près du lieu-dit le Fond du Thym, à 109 mètres d'altitude, 
La Traxenne passe à Fruges, se jette dans la Lys dans la commune de Lugy, juste après le moulin, à 84 mètres d'altitude (niveau IGN du moulin) après un parcours de 6,2 km.  

### Communes et cantons traversés
Dans le seul département du Pas-de-Calais, la Traxenne traverse les trois seules communes de Coupelle-Vieille (source), Fruges et Lugy (confluence).
Soit en termes de cantons, la Traxenne prend source et conflue dans le même canton de Fruges, dans l'arrondissement de Montreuil, dans l'intercommunalité Communauté de communes du Haut Pays du Montreuillois.

### Bassin versant
La Traxenne traverse une seule zone hydrodraphique « Canal d'Aire à la Bassée de l'écluse numéro 1 Cuinchy au confluent de la Lys Canalisée et Lys rivière » (E351). Les cours d'eau voisins sont l'Aa au nord-ouest et au nord, la Lys au nord-est, à l'est et au sud-est, la Planquette et la Ternoise, affluents de la Canche au sud, la Créquoise et la Canche au ssud-ouest, et l'Embrienne à l'ouest.

## Affluents
La Traxenne a quatre tronçons affluents référencés :
- le ruisseau de Coupelle-Vieille (rd[note 1]), 3 km sur les deux communes de Coupelle-Vieille (source) et Fruges (confluence).
- le Fruges (rd), 2 km sur les deux communes de Coupelle-Vieille (source) et Fruges (confluence).

- le Coupelle-Vieille (rg), 2 km sur les deux communes de Coupelle-Vieille (source) et Fruges (confluence).

- le Basleau (rd), 2 km sur la seule commune de Fruges.

### Rang de Strahler
Donc le rang de Strahler de la Traxenne est de deux.

## Hydrologie
Son régime hydrologique est dit pluvial océanique.

### Crues
La Traxenne se trouve dans la Lys Supérieure, zone surveillée au titre des inondations.

## Aménagements et écologie

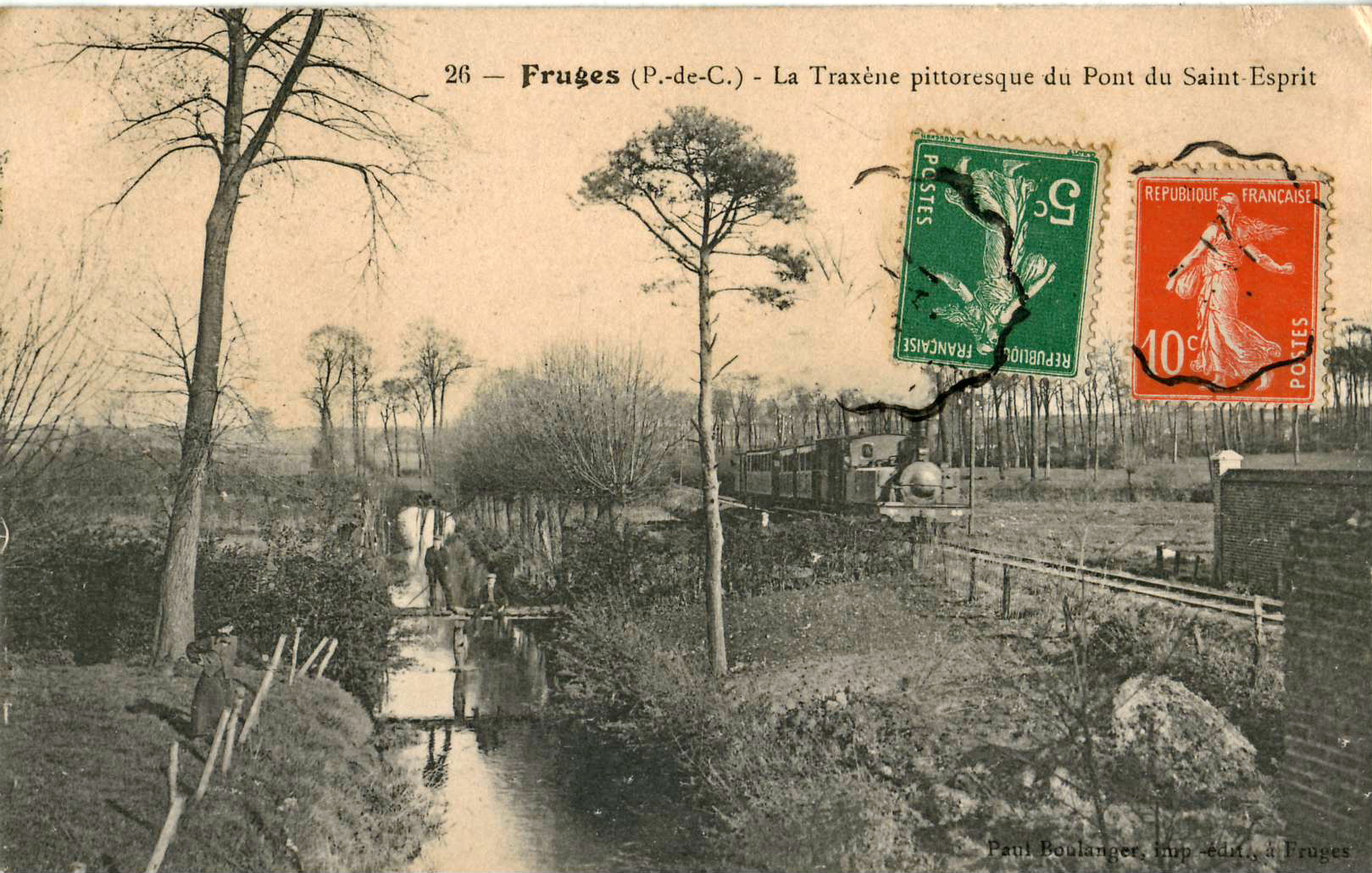
La Traxenne (alors orthographiée Traxène) à Fruges, au début du XX

Au niveau de Fruges elle alimentait trois moulins équipés de roue par le dessus, puis le moulin de Lugy  qui était, quant à lui, équipé jusqu'en 1929 d'une roue dite de poitrine, à laquelle a succédé une turbine de 14 à 17 kW. Le moulin de Lugy a cessé ses activités dans les années 1960.
La nouvelle roue de poitrine du moulin de Lugy a été inaugurée le 6 avril 2007. Son diamètre est de 5,94 mètres, et sa largeur de 1,08 mètre. Ses bras sont en chêne de Normandie et ses augets en cœur de douglas.